# 格蘭茨代爾 (蒙大拿州)
格蘭茨代爾（英語：Grantsdale）是位於美國蒙大拿州拉瓦利縣的非建制地區。

## 歷史
格蘭茨代爾的郵局自1888年營運至今。

## 地理
格蘭茨代爾所處的海拔為高於海平面1120米（即3675英呎），而該地所採用的時區為UTC-6，即北美山地時區（MST）。同時該地設有夏令時間，為UTC-7調快一小時，即UTC-6（MDT）。